# Modulares Trägerfahrzeug
| Modulare Trägerfahrzeuge      | Modulare Trägerfahrzeuge | Modulare Trägerfahrzeuge |
| ----------------------------- | ------------------------ | ------------------------ |
| Hilfszug-Gerätewagen          |                          |                          |
| Bauartbezeichnung:            | MTF 17                   | MTF 24 MTF 24 MPK        |
| Spurweite:                    | 1435 mm (Normalspur)     | 1435 mm (Normalspur)     |
| Hersteller:                   | Tatravagónka             | Tatravagónka             |
| Achsformel:                   | 2'2'                     | 2'2'                     |
| Länge über Puffer:            | 18.240 mm                | 25.740 mm                |
| Drehzapfenabstand:            | 11.790 mm                | 19.290 mm                |
| Drehgestellachsstand:         | 1.800 mm                 | 1.800 mm                 |
| Leermasse (ohne AOC):         | 23,5 t                   | 28,5 t                   |
| Gewicht des beladenen Wagens: | 72 t                     | 80 t                     |
| Höchstgeschwindigkeit:        | 120/100 km/h             | 100 km/h                 |
| Laufraddurchmesser:           | 920 mm                   | 920 mm                   |
| Bremse:                       | CFCB-Bremsklotzeinheit   | CFCB-Bremsklotzeinheit   |

Die Modularen Trägerfahrzeuge (MTF) wurden von der DB Netz zum Transport verschiedener Anwendungsorientierter Container (AOC) für Hilfszug-Gerätewagen, Beiwagen für Kranzüge und Rettungszüge der DB-Notfalltechnik beschafft. Die vierachsigen Tiefladewagen wurden ab 2012 in zwei Ausführungen bei Tatravagónka beschafft.

## Geschichte
Anfang der 2000er Jahre bestanden die Fahrzeuge der DB Notfalltechnik aus 32 verschiedenen Bauarten und stammten aus den Jahren 1950 bis 1974, wobei einige Fahrzeuge ihren Ursprung in den 1930er Jahren hatten. Zur Erneuerung der Fahrzeugflotte veröffentlichte die DB Netz 2011 eine Ausschreibung.
Im Herbst 2012 wurde Tatravagónka (Wagen), Gföllner (Container) und Dräger (Komplementierung) mit der Lieferung von 95 Trägerfahrzeugen und Containern beauftragt.

## Technik
Um die große Typvielfalt und den damit verbundenen Zulassungs- und Instandhaltungsaufwand zu reduzieren, wurde das Konzept von Modularen Trägerfahrzeugen mit jeweils aufgesetzten Anwendungsorientierten Containern entwickelt. Die Container können abgenommen werden. Um beim Rettungszug eine niedrige Einstiegshöhe für die Rettungskräfte und beim Hilfszug-Gerätewagen eine praktikable Ent- und Beladung der erforderlichen schweren Aufgleistechnik zu gewährleisten, wurden Tiefladewagen mit gekröpfter Ladefläche gewählt.
Die Wagen wurden in drei Ausführungen beschafft:
- MTF 17 mit einer Ladelänge von 17 m[1]
- MTF 24 mit einer Ladelänge von 24 m[2]
- MTF 24 MPK (Mittelpufferkupplung): 16 Wagen vom Typ MTF 24 sind einseitig mit einer automatischen Mittelpufferkupplung vom Typ Scharfenberg ausgerüstet.[3][2] Diese Wagen werden für die Rettungszüge eingesetzt.

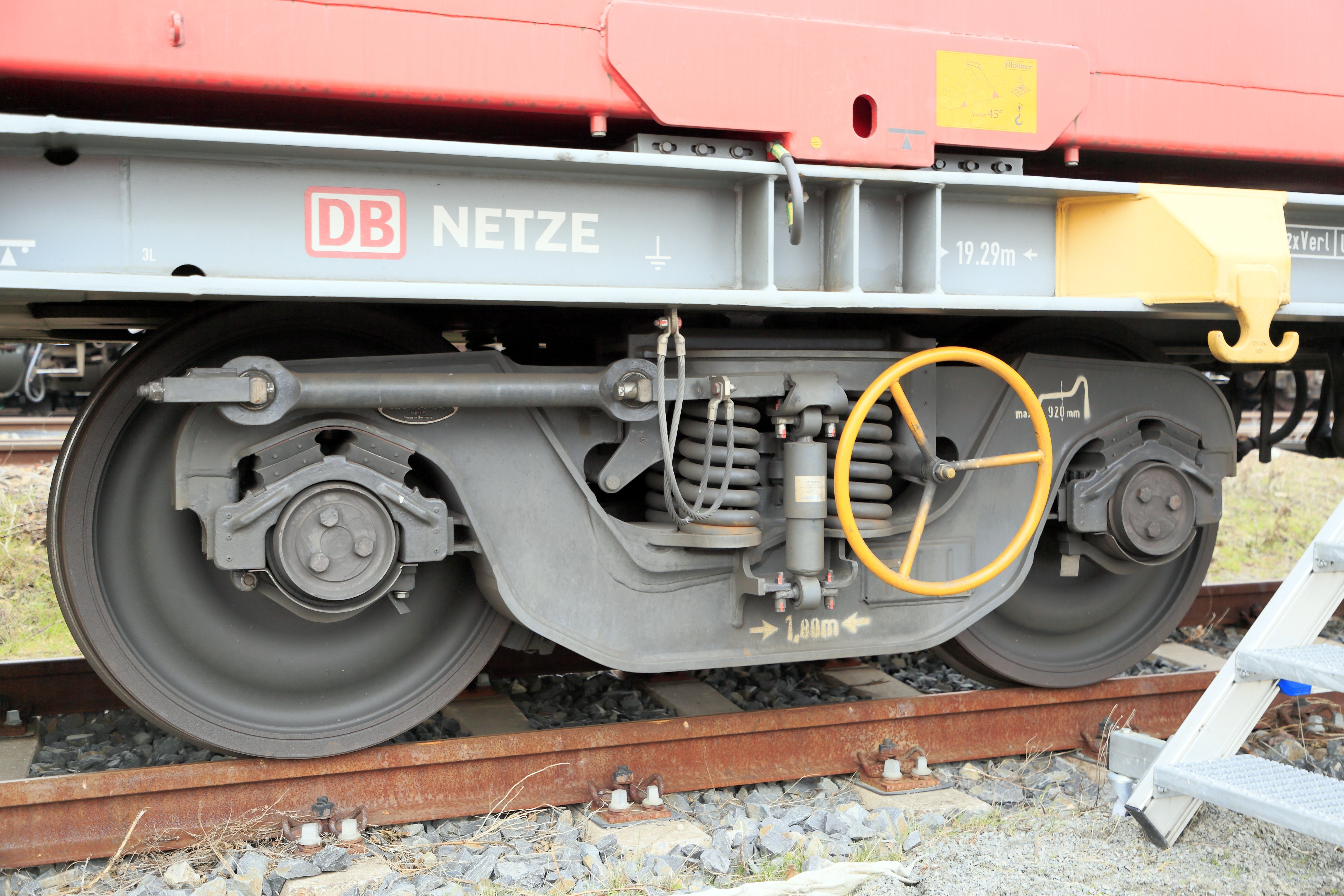
Drehgestell vom Typ RC25NT-C

Die Wagen sind mit Drehgestellen vom Typ RC25NT-C (Radial Controlled 25 t Radsatzlast New Technology) ausgerüstet. Diese Bauart wurde gewählt, um ausreichende Komforteigenschaften für den Personentransport zu gewährleisten. Die Drehgestelle verfügen über eine zweistufige Federung mit einer Gummifeder als Primärfeder und einer progressiven Schraubenfeder als Sekundärfeder. Das Drehgestell ist mit einer CFCB-Bremsklotzeinheit und Verbundstoff-Bremsklotzsohlen von Knorr-Bremse ausgerüstet.

## Anwendungsorientierte Container
In Anlehnung an die Modularen Trägerfahrzeuge gibt es die Anwendungsorientierten Container in zwei Längen. Während die Außenkontur bei allen Containern identisch ist, unterscheidet sich die Innenausstattung und -gestaltung je nach Einsatzzweck. Die Container haben Falttüren in den Seitenwänden, einen geraden Boden und zwischen diesem und der Tiefladefläche zusätzliche Staukästen. Diese werden durch seitliche Klappen verschlossen, die dahinter befindlichen Geräte sind ausziehbar angeordnet.
Die Container sind verkehrsrot lackiert und mit der Aufschrift „Netz Notfalltechnik“ sowie dem jeweiligen Verwendungszweck beschriftet.

### Hilfszug-Gerätewagen

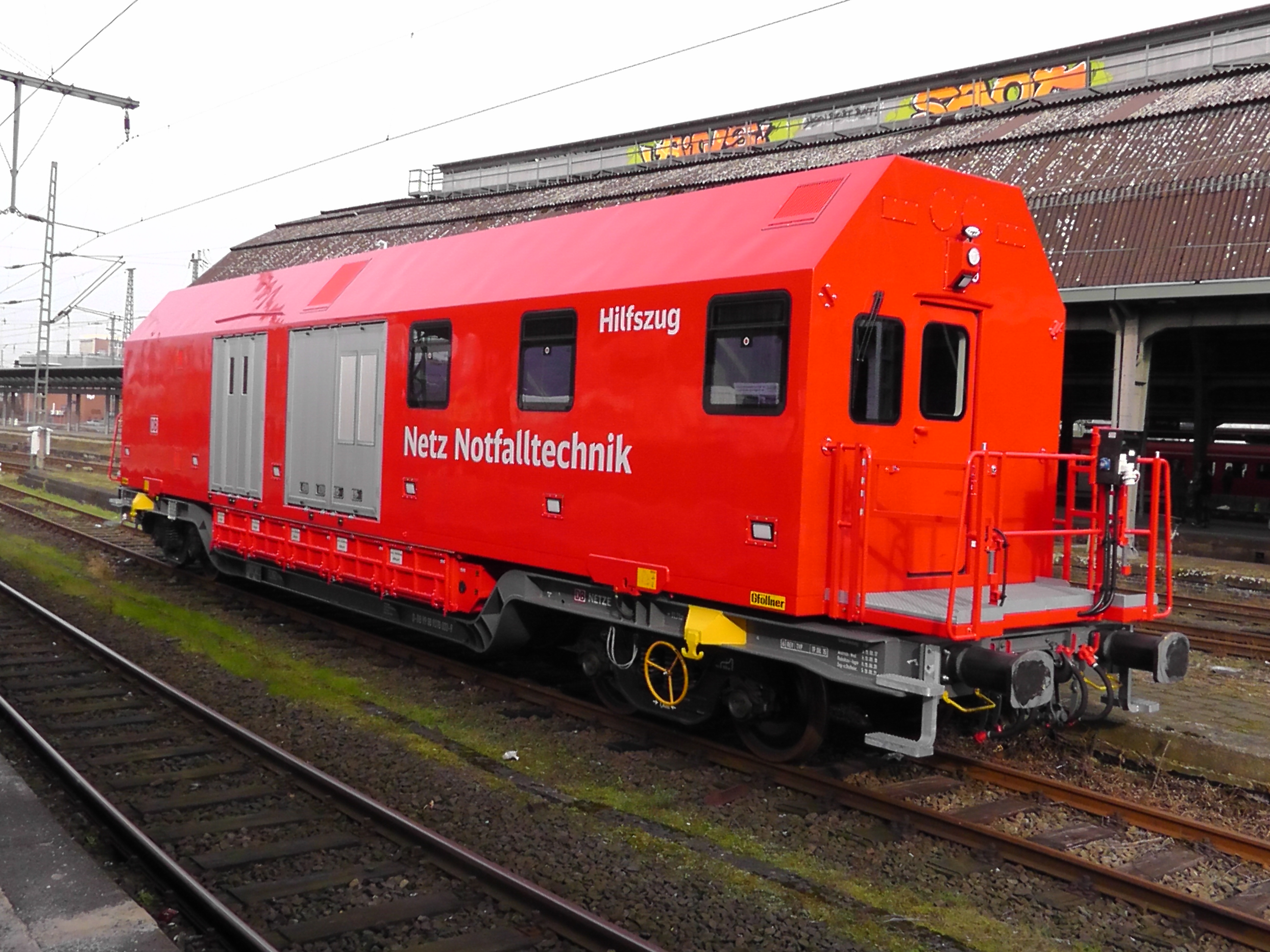
MTF 17 mit Hilfszug-Gerätewagen-AOC

Das Modulare Trägerfahrzeug MTF 17 mit Anwendungsorientierten Container für Hilfszug-Gerätewagen ist das Nachfolgefahrzeug für den Einheitshilfsgerätewagen der ehemaligen Deutschen Bundesbahn und den Einheits-Hilfszug der ehemaligen Deutschen Reichsbahn. Ziel der Entwicklung war ein möglichst leichtes Fahrzeug, da in vielen Regionen durch den Einsatz von leichten Regionalverkehrstriebwagen keine geeigneten Triebfahrzeuge mehr für die Bespannung zur Verfügung stehen. Durch die geringe Masse kann der Gerätewagen auch mit Bahndienstfahrzeugen bespannt werden.
An den Stirnseiten des Containers befinden sich offene, durch Geländer geschützte Endbühnen und Türen für den Ein- und Ausstieg sowie die Fenster der Beobachtungsstände mit innenliegender Sitzmöglichkeit. Diese dienen der Streckenbeobachtung während geschobener Fahrten. Der Container ist in drei Abteile unterteilt: den Mannschaftsraum, den Werkstattraum und den Aggregatraum. Der Mannschaftsraum nimmt etwa ein Drittel der Länge ein und ist für maximal sieben Personen ausgelegt. Er ist mit einer Sitzecke, Schränken und einer kleinen Küchenzeile ausgestattet. Zum Werkstattraum gibt es eine Verbindungstür. Der Werkstattraum hat an den Seitenwänden je eine Falttür. Dahinter ist jeweils ein schwenkbarer Elektroseilzug mit einer Tragfähigkeit von 250 kg eingebaut. In einem abgetrennten Abteil im Werkstattraum befindet sich ein Stromaggregat mit 33 kVA Leistung, das für Instandhaltungszwecke durch eine weitere Tür in der Seitenwand zugänglich ist.
Am Wagenende befindet sich eine Verbrennungstoilette.
In den fünf Staukästen des Containers unterhalb des Bodens befinden sich u. a. Aufgleisbrücken des Aufgleisgerätes, Unterleghölzer, Abschleppgerät und eine Aufstiegstreppe.

### Kranzug

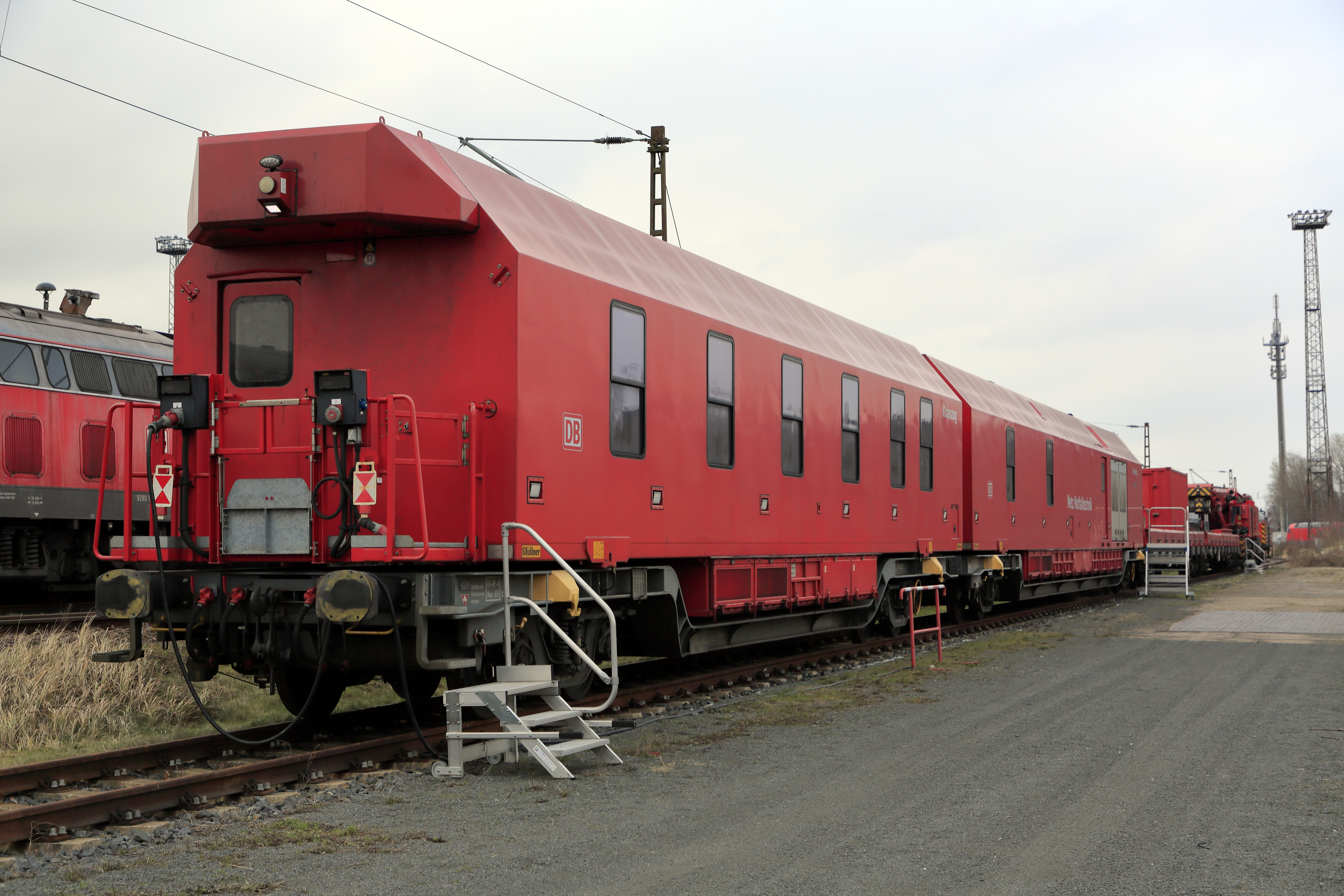
Im Vordergrund ein MTF 17 mit SSA-AOC, im Anschluss ein MTF 24 mit WWE-AOC

Für die Notfallkrane der Baureihe 732 und 733 wurden Mannschafts- und Werkstattwagen beschafft. Diese dienen dem Transport von Kranzubehör sowie der Unterkunft der fünfköpfigen Kranmannschaft, bestehend aus dem Kraneinsatzleiter und vier Kranbedienern. Die Wagen bestehen aus zwei unterschiedlich langen Trägerfahrzeugen mit den dazugehörigen Containern. Die beiden Container sind über einen Doppelwellen-Faltenbalg miteinander verbunden. Die Container werden als WWE (Wohn/Werkstatt/Energie) und SSA (Schlaf/Sanitär) bezeichnet. Ersterer basiert auf dem MTF 24, letzterer auf dem MTF 17. Der Container WWE besteht aus einem Küchenbereich, dem Büro des Kraneinsatzleiters, Sanitär- und Werkstattbereich. Zur autarken Stromversorgung dient ein Stromaggregat mit 88 kVA Leistung, außerdem sind zahlreiche Garderoben- und Werkzeugschränke vorhanden. Der Container SSA hat einen durchgehenden Seitengang und sechs Abteile, davon fünf Schlafabteile und ein Sanitärabteil.

### Rettungszug
Der Rettungszug besteht aus zwei Teilen. Der Teil I besteht aus einer Lokomotive und dem Transportwagen I sowie anschließend in der Reihenfolge dem Geräte-, Löschmittel- und Sanitätswagen. Der Teil II besteht aus einer weiteren Lokomotive und dem Transportwagen II. Sanitätswagen und Transportwagen II sind einseitig mit einer Mittelpufferkupplung ausgestattet, sodass die beiden Teile automatisch gekuppelt und entkuppelt werden können.

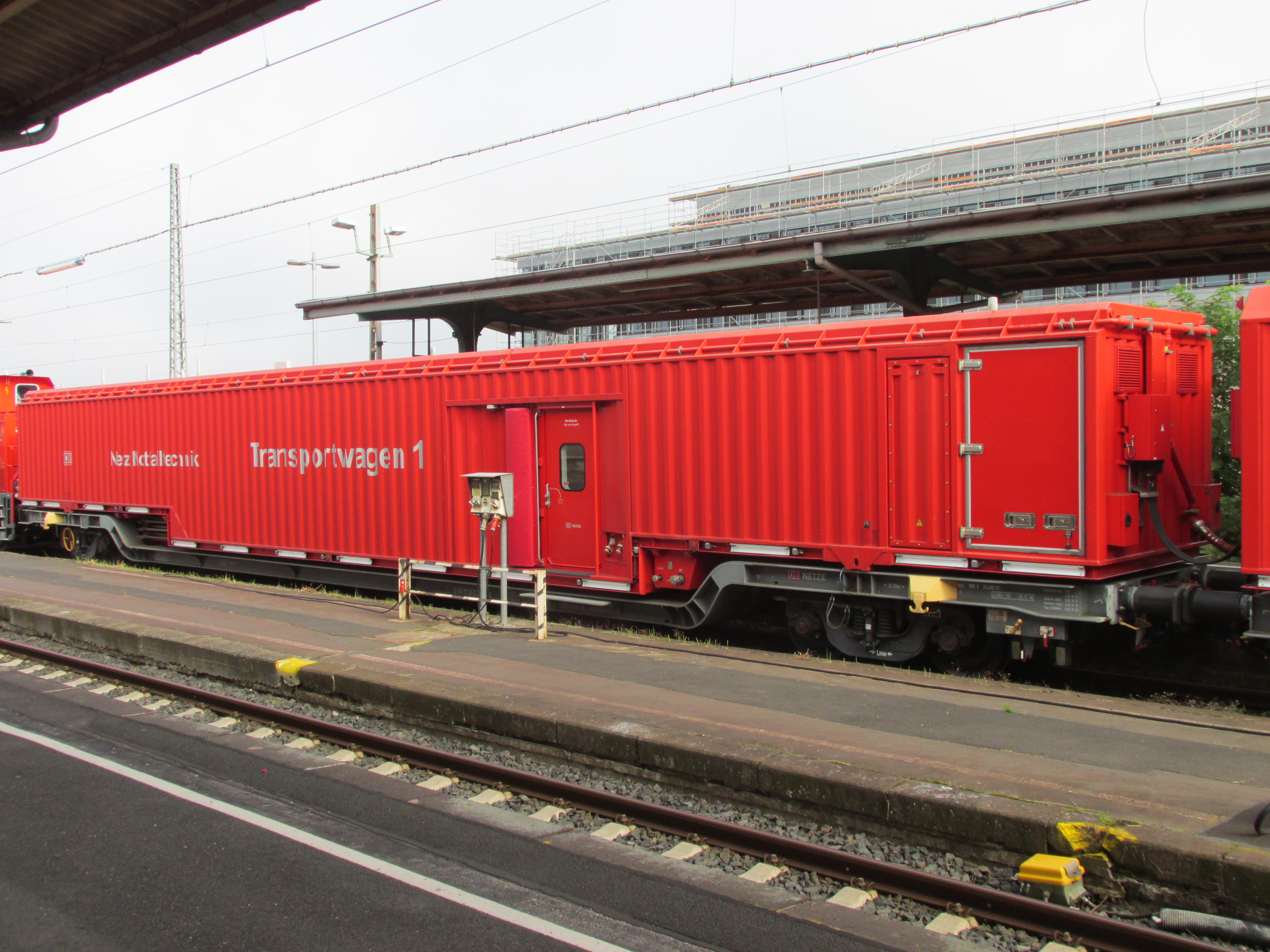
MTF 24 mit AOC Transportwagen I
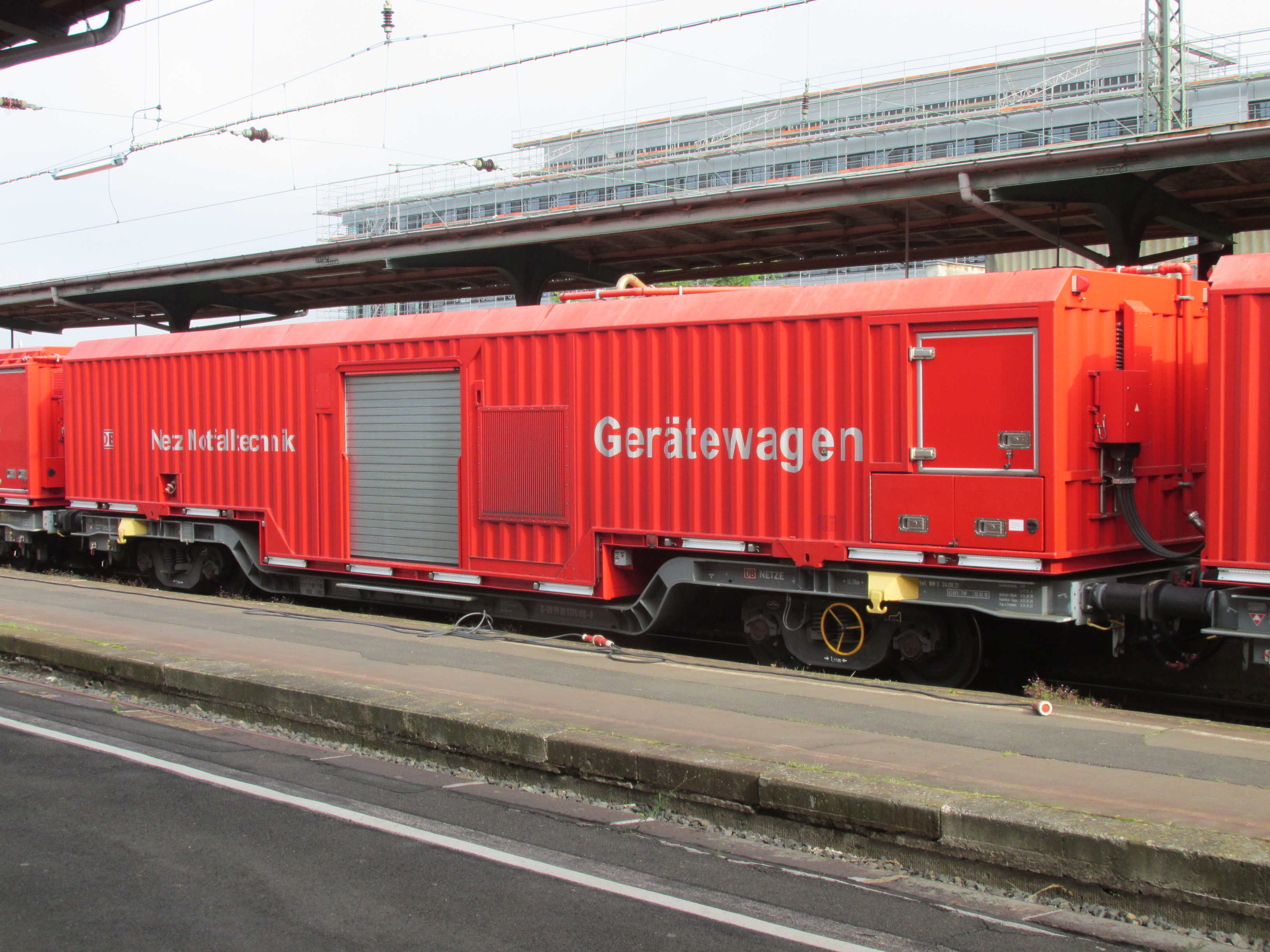
MTF 17 mit AOC Gerätewagen
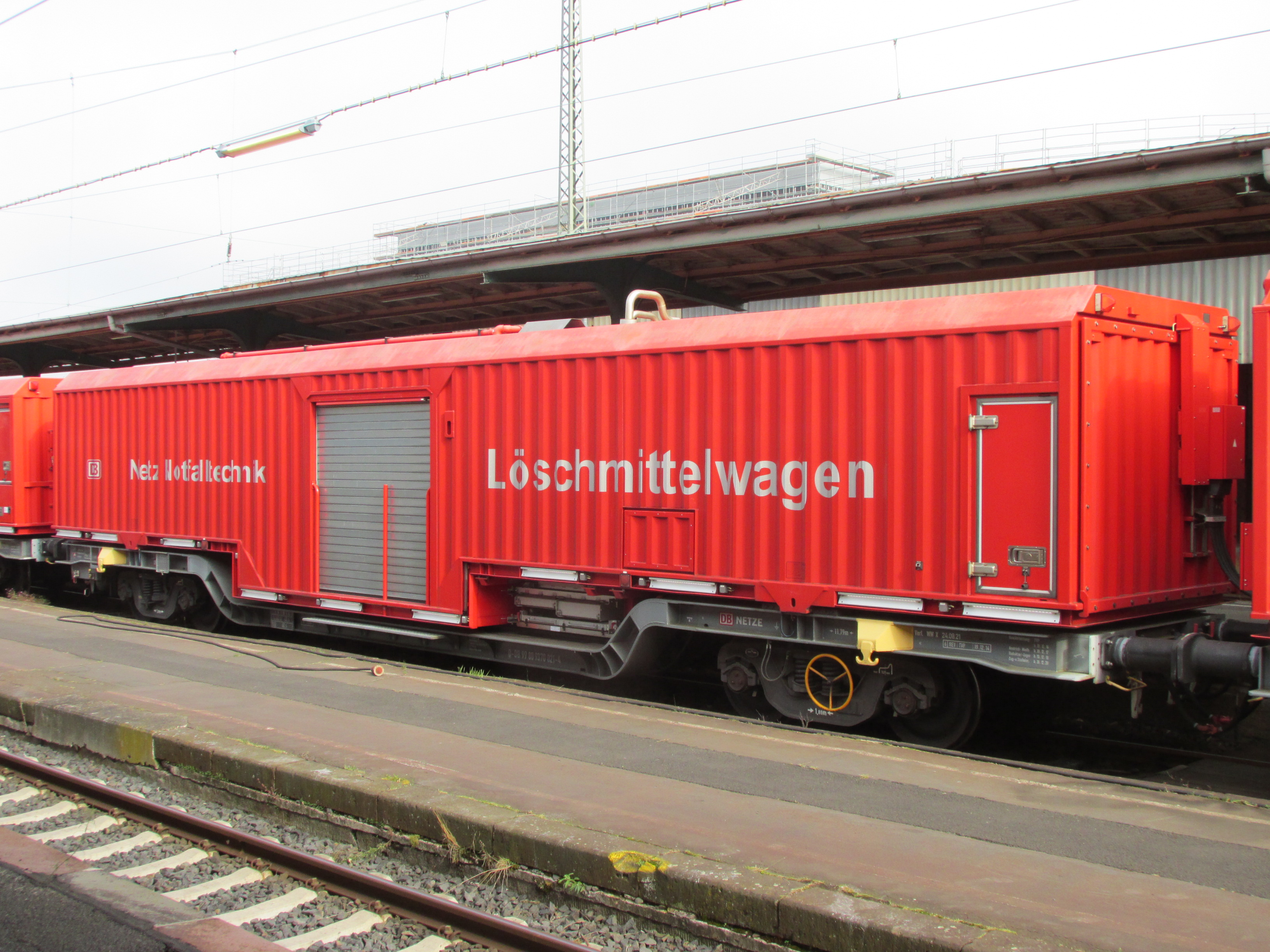
MTF 17 mit AOC Löschmittelwagen
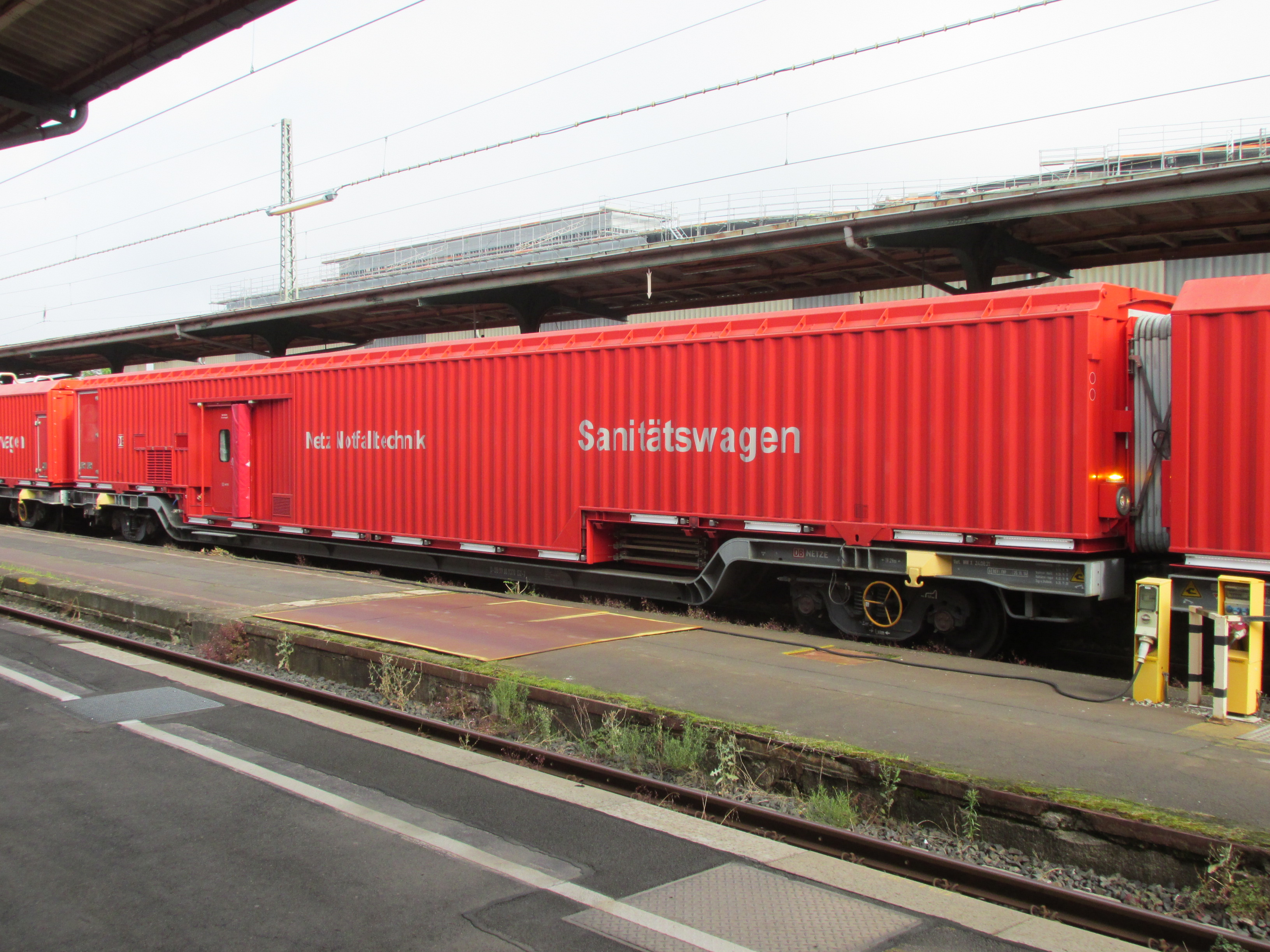
MTF 24 MPK mit AOC Sanitätswagen
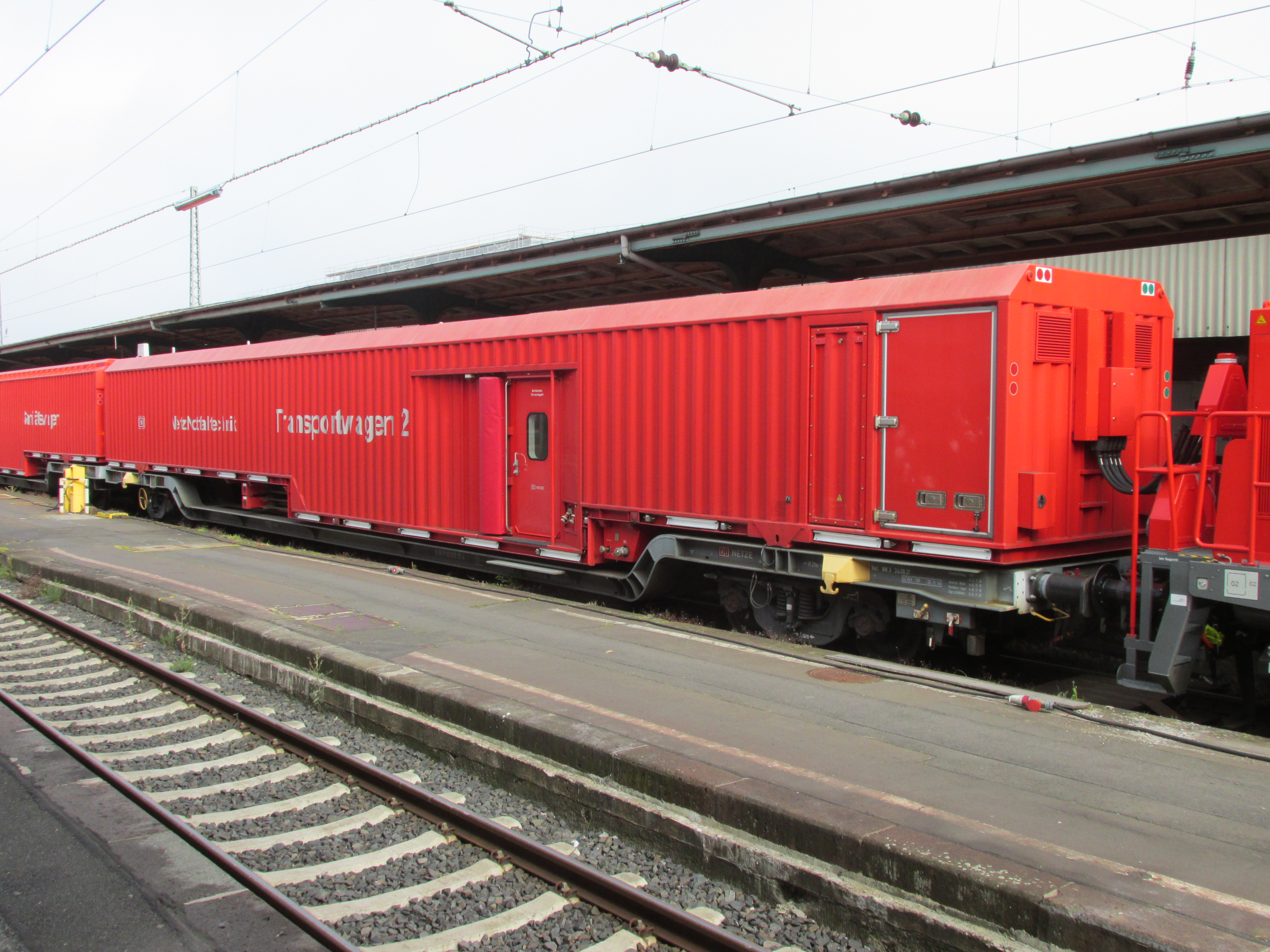
MTF 24 MPK mit AOC Transportwagen II